# 다케노정
다케노정(竹野町)은 효고현 북부 기노사키군에 있던 정이다,
2005년 4월 1일 도요오카시 및 기노사키군 기노사키정, 히다카정, 이즈시군 이즈시정, 단토정과 대등 합병해 새로운 도요오카시가 되었기 때문에 소멸하였다. 

## 역사
- 헤이안 시대인 929년 - 동란국 사절이 단고국 다케노하마에 내착하였다.
- 에도 시대 - 기타마에후네의 기항지가 되어 번창한다. 후에 에이지 등에 상점을 차리는 사람이 있었다고 한다.
- 1955년 3월 3일 - 기노사키군 다케노촌, 산쇼촌, 나카다케노촌, 오쿠다케노촌이 합병해 다케노촌 (2대)이 성립하였다.
- 2005년 4월 1일 - 도요오카시, 기노사키군 기노사키정, 히다카정, 이즈시군 이즈시정, 단토정과 합병해 새로운 됴요오카시가 성립하였다. 동일 다케노정은 폐지되었다.

## 교통

### 철도
- 서일본 여객철도 산인 본선

### 도로
- 국도 178호선